# Ортис Герреро, Мануэль
Мануэль Орти́с Герре́ро (исп. Manuel Ortiz Guerrero; 16 июля 1897, Вильяррика — 8 мая 1933, Асунсьон) — парагвайский поэт и музыкант.

## Биография
Герреро родился в Вильяррика-дель-Эспириту-Санту. Его родители, Висенте Ортиса, Сусанна Герреро скончались вскоре после рождения Мануэля. Поэтому мальчика воспитывала бабушка Флоренсия Ортис.
Герреро получил свое первое образование в школе в Вильяррике. Отличался своим интересом к научным работам.
Мануэль был застенчив и не очень социализирован. В колледже «Colegio Nacional de Villarrica» он развивался как поэт и написал свои первые стихи.
В 1914 году Герреро приехал в столицу Парагвая, где учился в национальном университете Асунсьона, получив статус поэта и лидера целого поколения.
Опубликовал свои первые стихи в студенческом журнале Revista del Centro Estudiantil. Вскоре им заинтересовались местные газеты, публикации в которых принесли популярность и аудиторию. Мануэль жил со своим другом, а также поэтом Гильермо Молинасом Ролоном.
В 1920-х опубликовал несколько поэм. Также написал тексты на языке гуарани для некоторых песен своего друга Жозе Асунсьона Флореса. В своём творчестве воплощал народные образы и идеалы, обличал войны, национальное и социальное угнетение.
Герреро был выслан из Парагвая и уехал в Бразилию. Умер в Буэнос-Айресе в 1933 году от проказы. Похоронен в родном городе.